# Kolinda
Kolinda ist eine ungarische Folkband, die 1974 von den Musikern Péter Dabasi, Iván Lantos, Ágnes Zsigmondi und Ferenc Kiss gegründet wurde.

## Geschichte
Kolinda wurde während des ungarischen Folk-Revivals gegründet, das in den frühen 1970er Jahren einsetzte. Inspiriert von den Sammlungen bäuerlicher Lieder und Tänze durch Béla Bartók und Zoltán Kodály, erarbeitete sich Kolinda ein traditionelles Repertoire, das angepasst wurde, indem Texte zeitgenössischer ungarischer Dichter, aber auch Einflüsse aus dem Jazz und weiteren Musikrichtungen einbezogen wurden. Die Gruppe verwendete nicht nur traditionelle Instrumente und musikalisches Material aus Ungarn, sondern auch aus weiteren Balkanländern. Ihr Name geht auf traditionelle rumänische Weihnachtsweisen zurück, die bereits Bartók beeinflussten.
Während der ungarische Staat in den 1970er Jahren ein Verständnis von Volksmusik fördern wollte, das die nationalen Besonderheiten betonte, führte Kolindas Kombination von ungarischen Klängen und anderem Material zu einem ganz eigenen Sound, der nicht zum Interesse der Regierenden passte. Entsprechend konnten die Alben der Gruppe nicht im eigenen Land veröffentlicht werden, sondern erschienen beim französischen Label Hexagone.
Zwischen 1976 und 1978 siedelte Kolinda nach Frankreich über; die drei dort veröffentlichten Alben wurden von der Kritik gefeiert. Als 1977 das zweite Album von Kolinda erscheint, ebenfalls selbstbetitelt, hatte Kiss die Gruppe bereits verlassen. Mit den neuen Mitgliedern András Széll an der Geige und Dóra Kováts an Violine, Schalmei und Flöte und einem stärkeren Einsatz von Perkussion ging Kolinda den eingeschlagenen Weg weiter, wobei die Arrangements ausbalancierter waren. 1978 löste sich die Gruppe auf, und ihre Mitglieder der Gruppe verfolgten individuell ihre Karriere in verschiedenen Ländern.
Péter Dabasi, der nach Ungarn zurückkehrte, bediente sich dort 1980 des Namens Kolinda für eine neue Band, die aber zunächst zwei Alben gemeinsam mit der Weltmusikband Makám veröffentlichte. Nach 1984 tourte Kolinda wieder unter eigenem Namen und veröffentlichte beim niederländischen Pan-Label weitere Alben, zu denen hauptsächlich Péter Dabasi das Material beitrug. Anlässlich des 20-jährigen Bestehens der Band 1994 wurde eine Reunion-Tournee organisiert, bei der drei der vier Gründungsmitglieder von Kolinda wieder gemeinsam auftraten: Ágnes Zsigmondi, Iván Lantos und Péter Dabasi. 1996 erschien das Album Ősz. Allerdings war die Reunion nur von kurzer Dauer; Dabasi führte dann die Band mit neuen Musikern fort.
Während auf den Alben Ősz und später auf Forgotten Gods Synthesizer und Studiotechniken zu einem geglätteten Sound führen, enthält Transit Live-Aufnahmen und zeigt, wie eigenständig Kolinda im Konzert klingt. 2004 kam es zu einer weiteren Reunion, an der diesmal Ferenc Kiss und Iván Lantos teilnahmen.

## Diskografie
- 1976: Kolinda (Hexagone)
- 1977: Kolinda <2> (Hexagone)
- 1979: 1514 (Hexagone)
- 1982: Makám & Kolinda: Makám És Kolinda (Stoof)
- 1984: Makám & Kolinda: Úton (Stoof)
- 1988: 6 (PAN Records)
- 1991: Transit (PAN Records)
- 1996: Ősz (Celluloid Records)
- 1997: Incantation (Ráolvasás; PAN Records)
- 1997: Szerelem (PAN Records)Kompilation
- 2000: Forgotten Gods (Elfelejtett Istenek)
- 2011: Makám & Kolinda: 30 (Z Paraván Kiadó)